# Ли (округ, Южная Каролина)
Округ Ли (англ. Lee County) располагается в штате Южная Каролина, США. Официально образован в 1902 году. Административным центром (столицей) является Бишопвилл — крупнейший город округа.
По состоянию на 2010 год, численность населения составляла 19 220 человек.

## География
В соответствии с данными указанными на сайте центрального статистического органа страны — Бюро переписи населения США, общая площадь округа равняется 1064,491 км2, из которых 1061,901 км2 занимает суша и 2,590 км2 или 0,240% приходится на водную поверхность.

## Климат
Согласно данным представленным Национальной метеорологической службой США в округе Ли преимущественно влажный субтропический климат с мягкой зимой и долгим жарким летом.

## Население
По данным переписи населения 2000 года в округе проживает 20 119 жителей в составе 6 886 домашних хозяйств и 4 916 семей. Плотность населения составляет 19,00 человек на км2. На территории округа насчитывается 7 670 жилых строений, при плотности застройки около 7,00-ми строений на км2. Расовый состав населения: белые — 63,56 %, афроамериканцы — 35,03 %, коренные американцы (индейцы) — 0,13 %, азиаты — 0,19 %, гавайцы — 0,00 %, представители других рас — 0,59 %, представители двух или более рас — 0,49 %. Испаноязычные составляли 1,31 % населения независимо от расы.
В составе 32,70 % из общего числа домашних хозяйств проживают дети в возрасте до 18 лет, 43,00 % домашних хозяйств представляют собой супружеские пары проживающие вместе, 23,80 % домашних хозяйств представляют собой одиноких женщин без супруга, 28,60 % домашних хозяйств не имеют отношения к семьям, 25,90 % домашних хозяйств состоят из одного человека, 10,60 % домашних хозяйств состоят из престарелых (65 лет и старше), проживающих в одиночестве. Средний размер домашнего хозяйства составляет 2,68 человека, и средний размер семьи 3,23 человека.
Возрастной состав округа: 25,80 % моложе 18 лет, 10,00 % от 18 до 24, 29,20 % от 25 до 44, 22,60 % от 45 до 64 и 22,60 % от 65 и старше. Средний возраст жителя округа 36 лет. На каждые 100 женщин приходится 101,40 мужчин. На каждые 100 женщин старше 18 лет приходится 101,10 мужчин.
Средний доход на домохозяйство в округе составлял 26 907 USD, на семью — 34 209 USD. Среднестатистический заработок мужчины был 26 512 USD против 18 993 USD для женщины. Доход на душу населения составлял 13 896 USD. Около 17,70 % семей и 21,80 % общего населения находились ниже черты бедности, в том числе — 25,60 % молодежи (тех, кому ещё не исполнилось 18 лет) и 27,90 % тех, кому было уже больше 65 лет.